# 高田真里子
高田 真里子（たかだ まりこ、1986年5月6日 - ）は東京都出身の女子バスケットボール選手である。シャンソンVマジック所属。ポジションはセンター。

## 人物
東京成徳大学高等学校卒業後、シャンソン化粧品に入社。
2007年アジアヤングウーメン選手権の日本代表にも選ばれている。
2010年引退。引退後は山口県のクラブチーム、エンジェルに所属し、国体山口県代表。

## 経歴
- 東京成徳大高校 - シャンソン化粧品（2005年〜2010年）